# 小行星2727
小行星2727（2727 Paton）是一颗围绕太阳公转的小行星。1979年9月22日，尼古拉·切爾尼赫在克里米亚发现了此天体。
該小行星以烏克蘭工程師葉夫根尼·帕通和鮑里斯·帕通命名。
这颗小行星的绝对星等为279.98442等。